# Registro quantistico
Nel calcolo quantistico, un registro quantistico è un sistema composto da più qubit. È l’analogo quantistico del registro del processore classico. I computer quantistici eseguono calcoli manipolando i qubit all’interno di un registro quantistico.

## Descrizione
Si assume di solito che il registro sia formato da qubit. In generale si considera che i registri non siano matrici densità, ma che siano puri, anche se la definizione di "registro" può essere estesa alle matrici densità.
Un registro quantistico di dimensione n è un sistema quantistico composto da n qubit puri.
Lo spazio di Hilbert, H, in cui i dati sono memorizzati in un registro quantistico è dato da
{\displaystyle H=H_{n-1}\otimes H_{n-2}\otimes \dots \otimes H_{0}}
dove \otimes indica il prodotto tensoriale.
Il numero di dimensioni degli spazi di Hilbert dipende dal tipo di sistemi quantistici che compongono il registro. I qubit sono spazi complessi a 2 dimensioni, mentre i qutrit sono spazi complessi a 3 dimensioni, ecc. Per un registro composto da N sistemi quantistici di dimensione d (o di d livelli) si ha lo spazio di Hilbert:
{\displaystyle H=(\mathbb {C} ^{d})^{\otimes N}=\underbrace {\mathbb {C} ^{d}\otimes \mathbb {C} ^{d}\otimes \dots \otimes \mathbb {C} ^{d}} _{N{\text{ volte}}}\cong \mathbb {C} ^{d^{N}}}
Lo stato quantistico del registro, nella notazione bra-ket, può essere scritto come
{\displaystyle |\psi \rangle =\sum _{k=0}^{d^{N}-1}a_{k}|k\rangle }
dove i valori ak sono ampiezze di probabilità. A causa della regola di Born e del secondo assioma della teoria della probabilità, vale
{\displaystyle \sum _{k=0}^{d^{N}-1}|a_{k}|^{2}=1}
quindi lo spazio degli stati possibili del registro è la superficie della sfera unitaria in {\displaystyle \mathbb {C} ^{d^{N}}}.

## Esempi
Lo stato quantistico di un registro a 5 qubit è un vettore unitario in {\displaystyle \mathbb {C} ^{2^{5}}=\mathbb {C} ^{32}}

## Registro quantistico e registro classico
Innanzitutto, c’è una differenza concettuale tra registro quantistico e registro classico. Un registro classico di dimensione n si riferisce a un array di n flip-flop. Un registro quantistico di dimensione n è semplicemente una collezione di n qubit.
Inoltre, mentre un registro classico di dimensione n può memorizzare un singolo valore tra le 2n possibili combinazioni di n bit puri classici, un registro quantistico può memorizzare contemporaneamente tutte le 2n possibilità generate da qubit puri quantistici.
Per esempio, consideriamo un registro largo 2 bit. Un registro classico può memorizzare solo uno dei possibili valori rappresentati da 2 bit: 00, 01, 10, 11 (cioè 0, 1, 2, 3).
Se consideriamo invece 2 qubit puri in sovrapposizione
{\displaystyle |a\rangle =|a_{0}\rangle \otimes |a_{1}\rangle ={\frac {|00\rangle -|01\rangle +|10\rangle -|11\rangle }{2}}}
usando la definizione del registro quantistico
{\displaystyle |a_{0}\rangle ={\frac {|0\rangle +|1\rangle }{\sqrt {2}}},\quad |a_{1}\rangle ={\frac {|0\rangle -|1\rangle }{\sqrt {2}}}}
si vede che è in grado di memorizzare simultaneamente tutti i possibili valori (avendo ampiezze di probabilità non nulle per tutti gli esiti) generati da due qubit.